# Dunlop
Pour les articles homonymes, voir Dunlop (homonymie).

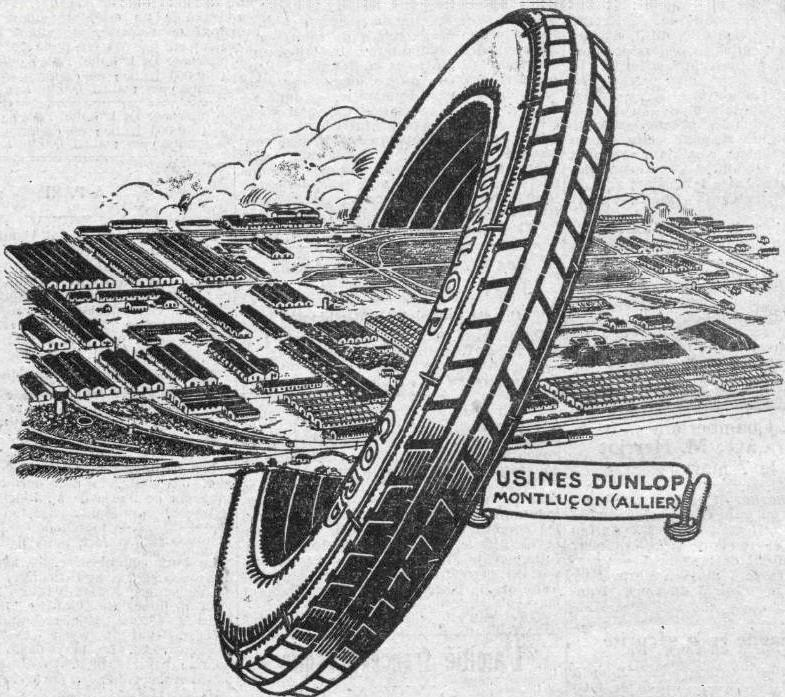
Publicité pour les usines Dunlop de Montluçon (Allier) en 1925.

Dunlop est une multinationale d'origine britannique  qui intervient sur plusieurs marchés.
Le complexe Fort Dunlop (en), comprenant l'usine et le siège de la marque sont basés à Erdington, un quartier de la ville de Birmingham (Angleterre).
Depuis 2003, elle est une filiale de l'américain Goodyear. En 2012, la marque fait référence à deux firmes distinctes aux actionnaires différents : Dunlop Tires (pneumatiques) et Dunlop Sport.
La production de Dunlop fut très variée, le pneumatique, son produit phare, était décliné dans de nombreuses applications pour voiture, camion, tracteur, avion (il équipera les Spitfire et les Lancaster lors de la Seconde Guerre mondiale). D’autres produits sortaient également des usines Dunlop tels que des jantes, bottes, des chambres à air ou encore des balles de tennis, alors fortement réputées par de grands tournois tels que Roland Garros. En 1948, le pneumaticien se lance dans la literie avec la marque Dunlopillo, mot-valise composé de « Dunlop » et de « pillow » (mot anglais signifiant « oreiller » en français), et les premiers matelas en mousse de latex.
Dunlop est membre de l'association européenne des équipementiers automobiles, le CLEPA.

## Dunlop Tires
Dunlop Tires est une entreprise multinationale britannique, spécialisée dans la production de pneumatiques et de produits dérivés du caoutchouc dont les matelas sous la marque Dunlopillo. Depuis 2003, c'est une filiale du groupe américain Goodyear.

### Histoire

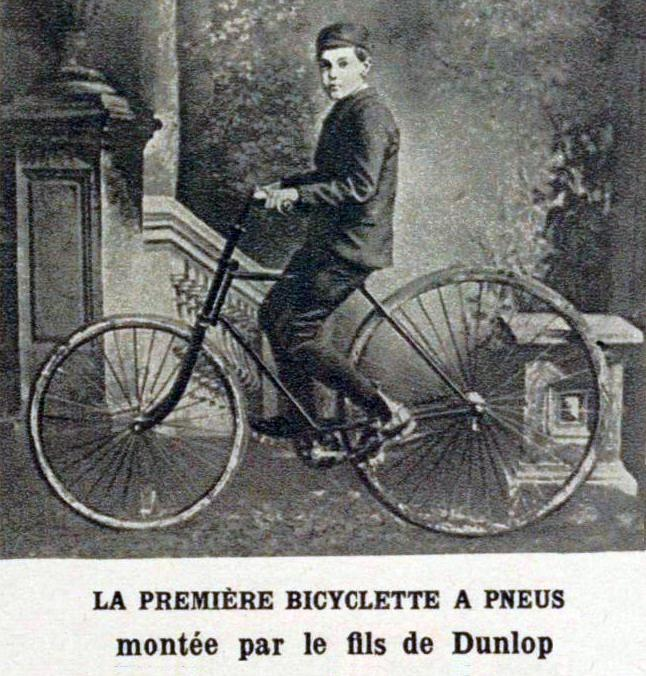
La première bicyclette à pneumatiques (vers 1888, fils de J.B. Dunlop).

Dunlop est fondée en 1888 par l'Écossais John Boyd Dunlop (1840-1921) après qu'il eut inventé les pneumatiques gonflables modernes. Celui-ci en regardant son petit-fils (certaines versions disent son fils ou son neveu) faire du vélo eut l’idée de coller sur les roues en bois, des bandes de caoutchouc et d’insuffler de l’air dessous. Cette innovation rendait ainsi le transport plus confortable et permettait également de dépenser moins d’énergie pour avancer. Le premier pneumatique était né et JB Dunlop en déposait le premier brevet le 23 juillet 1888.

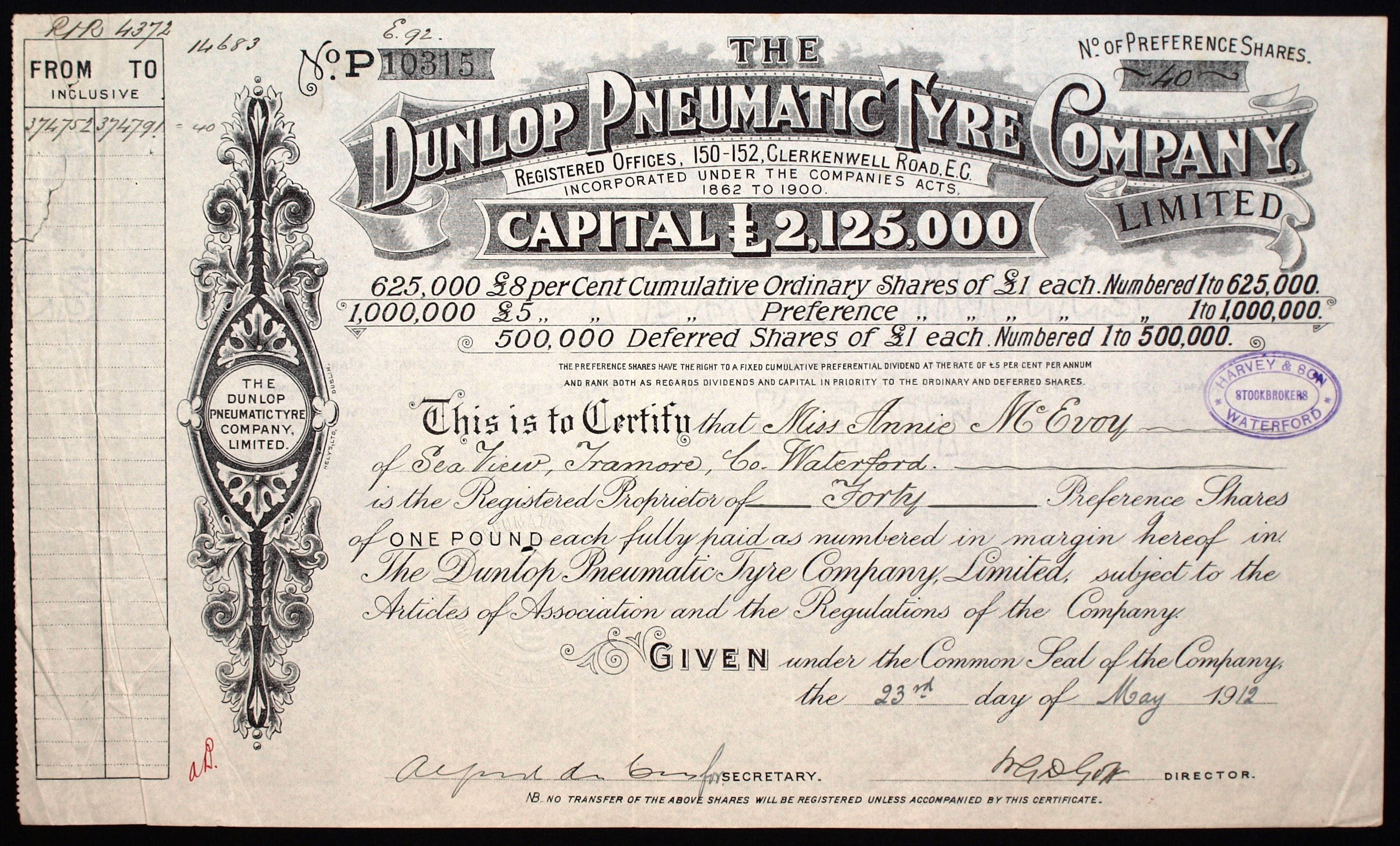
Action de la Dunlop Pneumatic Tyre Company Ltd. en date du 23 mai 1912.

Devant le succès rencontré par son invention, il fonda en 1889 l'usine Dunlop Royaume-Uni à Dublin en Irlande qui fut, avec celle fondée la même année par les Michelin, la première manufacture de pneumatiques au monde. En 1890, il cède son brevet à un Irlandais, William Harvey Du Cros, contre 1 500 actions. Une nouvelle usine voit le jour à Dublin et la société change de nom pour devenir la Dunlop Pneumatic Tyre Co.. L'entreprise se développe et exporte ses productions dans l'Empire britannique et aux États-Unis.
Elle s'implante également très vite sur le continent européen. En 1891, Adolphe Clément-Bayard acquiert la licence de fabrication pour la France. En 1893 est créée à Levallois-Perret la Compagnie française du pneumatique, puis à Argenteuil en 1895 ; deux usines sont par la suite implantées en France, à Montluçon en 1919, dans une ancienne usine de chargement d’obus, et à Amiens en 1957. La société britannique s'implante également à Hanau en Allemagne. L’extension de l’empire Dunlop continue les années suivantes avec une implantation au Japon dès 1909.

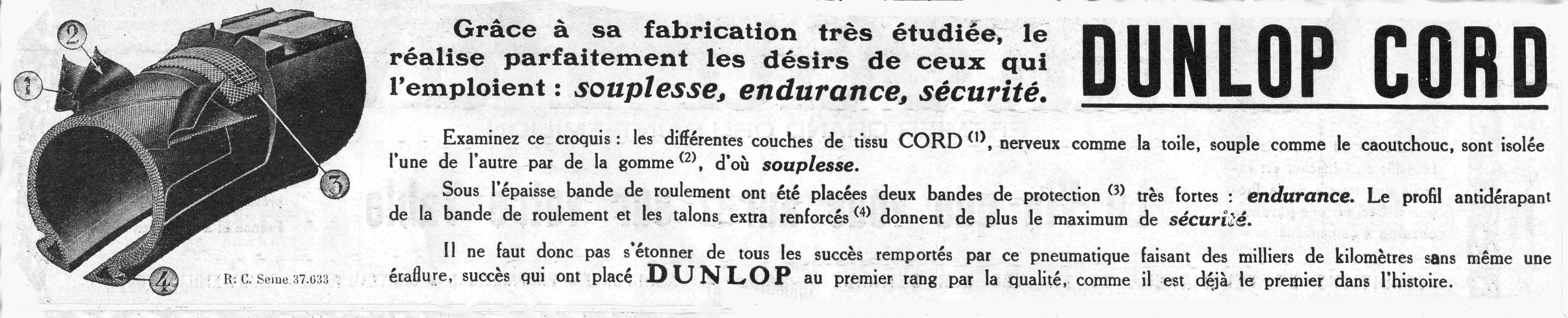
Réclame française de 1924 (L'Illustration).

Avec l'avènement de l'automobile, la compagnie s’oriente vers la fabrication de pneumatiques pour cette nouvelle invention qui marque son véritable décollage. Elle équipe en 1895 la première automobile. Le premier pneumatique automobile au Japon est fabriqué en 1913 sur le site de Kōbe par la société Dunlop Japan. L'entreprise s'implante alors dans le cœur industriel de l'Angleterre, au plus proche de ses clients, avec une usine à Coventry (où sont présents les constructeurs Riley, Daimler et Triumph) avant son implantation phare à Birmingham dans ce qui sera appelé « Fort Dunlop (en) ». Birmingham est le berceau des principales marques anglaises de moto (Matchless, Enfield, BSA ou Norton) et des constructeurs automobiles Austin et Morris.
Dans les années 1960, l'ingénieur Tom French, directeur de développement de Dunlop, met au point un nouveau dessin de pneu qui limite l'aquaplanage.
Pendant les années 1970, Dunlop innove encore en produisant le premier système roue/pneu qui permet de continuer de rouler en sécurité en cas de crevaison.
De nos jours, l'entreprise est basée à l'usine Fort Dunlop de Birmingham qui a été ouverte en 1891 et fabrique des pneus pour tous les types de véhicules. Dunlop Aircraft Tyres est le plus important producteur de pneumatiques en aéronautique avec 100 000 pneus produits chaque année dans son usine de Birmingham.
La filiale japonaise passe sous le contrôle du Japonais Sumitomo Rubber Industries à la fin des années 1970, époque de l'émergence de la puissante industrie automobile japonaise. À la suite du dépôt de bilan de Dunlop en 1984, les filiales britannique, française, allemande et nord-américaine sont rachetées par Sumitomo.
En 2003, Dunlop est rachetée par l'Américain Goodyear, sauf la division des pneumatiques pour l'aéronautique (Dunlop Aircraft Tyres) qui reste une société indépendante.
En janvier 2025, Goodyear annonce la vente de la marque Dunlop à Sumitomo Rubber Industries pour 701 millions de dollars.

### Compétitions automobiles

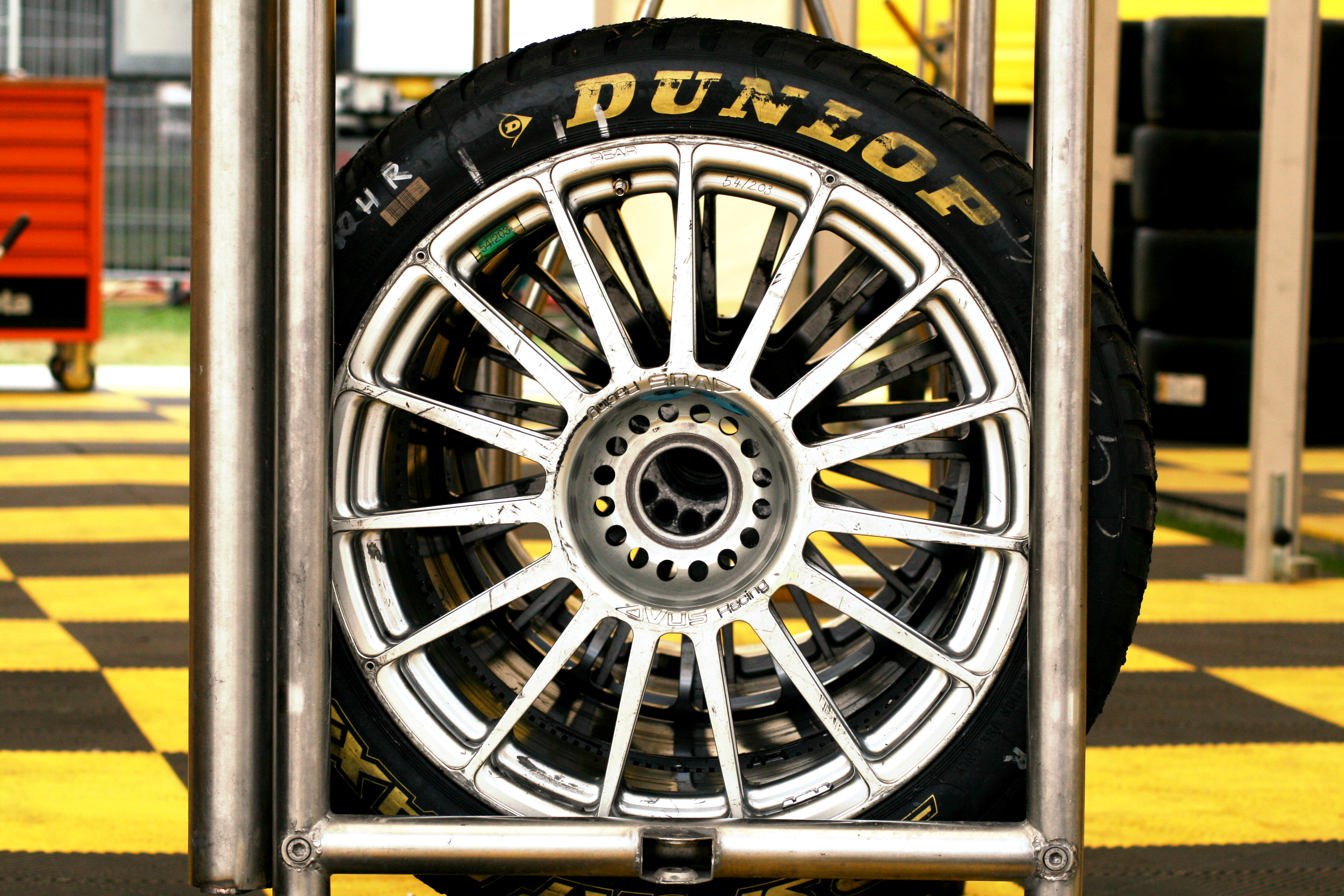
Un pneu sport Dunlop.

Dunlop comme le feront les autres pneumaticiens va se servir des compétitions automobiles naissantes pour perfectionner et tester ses produits et se faire de la publicité. Elle remporte sa première course en 1902, Paris-Vienne.
Au début des années 1920, le fabricant britannique sort le premier pneu qui roule à plus de 300 km/h. Quelques années plus tard, Henry Seagrave bat le record du monde de vitesse avec 372 km/h sur une voiture chaussée de Dunlop puis de nouveau en 1947 avec John Cobb avec la vitesse de 634 km/h.
La marque sera très présente aux 24 Heures du Mans. La fameuse passerelle Dunlop en forme de demi-pneu qui surplombe toujours la chicane Dunlop au circuit Bugatti du Mans a été construite en 1924, dès la seconde édition des 24 Heures.
Dunlop a été le fournisseur unique de pneumatiques du championnat britannique de voitures de tourisme de 2003 à 2006. La marque totalise également une centaine de titres de champion du monde en moto, dans différentes catégories. Elle produit également des pneus très performants pour le karting.

## Dunlop Sport
L'entreprise fabrique également des raquettes de tennis, des ballons de basket (gonflables comme un pneu) et d'autres accessoires de sport, dont des balles de golf.
Dunlop fabrique des balles de tennis, s'appuyant sur sa compétence dans le travail du caoutchouc, savoir-faire qui lui permet également de fournir équipements, balles et accessoires de ping-pong.
Dunlop Sport résulte du regroupement des marques Slazenger et Dunlop pour former l’entité « Dunlop Slazenger ». Après le rachat en 1985 de la branche pneumatique de Dunlop par SRI, la branche sport de Dunlop est acquise par BTR plc (British Tyre & Rubber Co) en 1985. BTR se sépare de Dunlop Sport en 1996 vendant la structure au capital risqueur Cinven. L’opération de capital-investissement ne fut pas un grand succès et Cinven céda Dunlop Sport pour £40M en 2004 à la société britannique Sports Direct International spécialisée dans les équipements et accessoires de sports.
DNA (Housemarks) Limited, une société possédée conjointement par Sports Direct International PLC et SRI Sports, détient la marque Dunlop aux États-Unis. La marque est détenue à 100 % par SRI Sports au Japon, à Taïwan et en Corée du Sud, tandis que Dunlop Sport (Australie) a toujours été une entité distincte, actuelle propriété du groupe Pacific Brands (en). Les principaux produits commercialisés sous le nom Dunlop Sport sont des équipements pour les sports de tennis, badminton, squash, golf et autres sports de raquette, incluant des raquettes, des clubs de golf, des grips, des cordages, des sacs, chaussures…

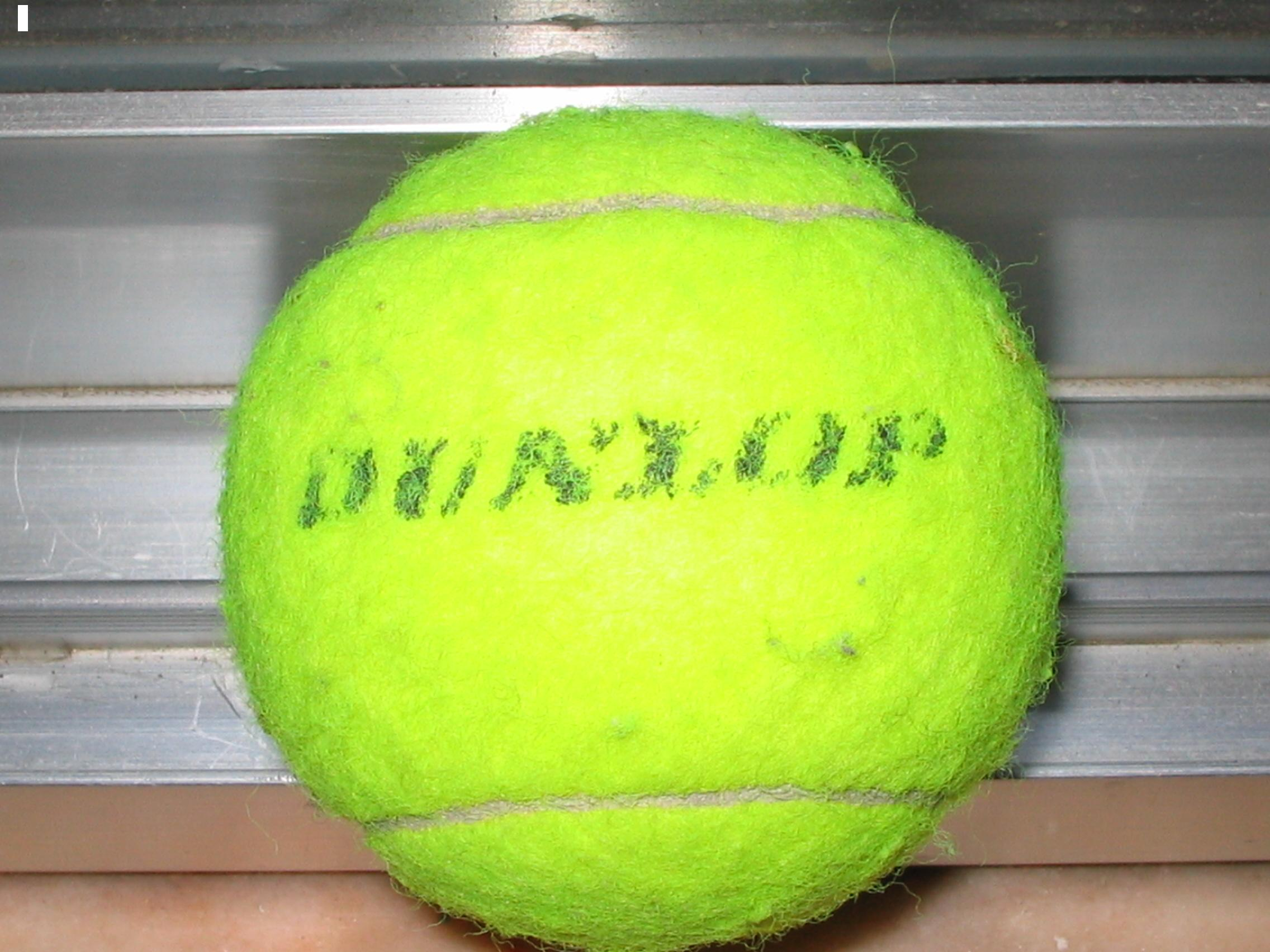
Une balle de tennis Dunlop.

### Tennis

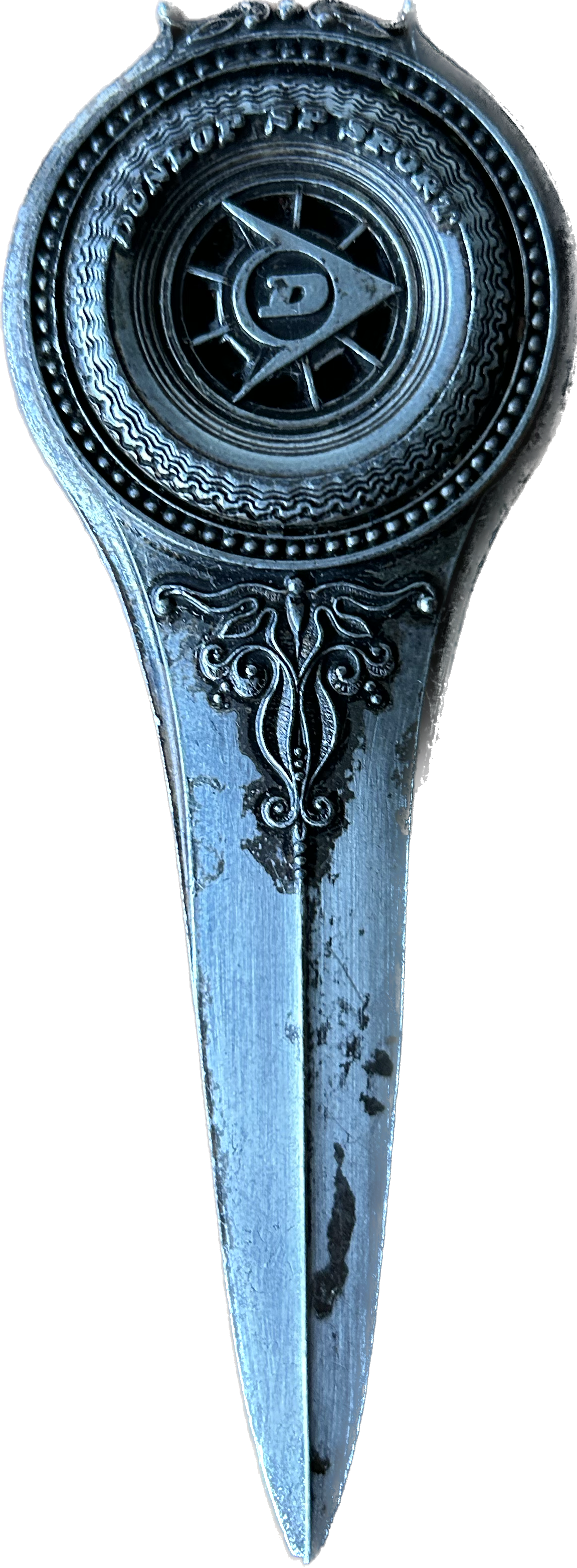
Coupe papier en argent - Cadeau fournisseur

1936 est la première année où l'on trouve davantage de raquettes Dunlop à Wimbledon que de n'importe quelle autre marque. Helen Jacobs remporte Wimbledon avec une raquette Dunlop. Jaroslav Drobný est en 1954 le premier joueur masculin à remporter Wimbledon avec une raquette Dunlop (une "Maxply"). En 1960, Dunlop adopte le logo qui a encore cours aujourd'hui. Rod Laver remporte son second grand chelem en 1969 avec une raquette Dunlop.
En 1980, Dunlop lance la raquette "injection 150G". John McEnroe et Steffi Graf remportent de nombreux tournois du Grand Chelem avec des raquettes Dunlop.
Après avoir inventé la balle Dunlop Roland Garros en 1984, un partenariat est conclu en 2006 entre Dunlop et la Fédération française de tennis, Dunlop dessinant et mettant au point des balles, des raquettes et des accessoires "Roland Garros".
Rachetant Slazenger en 1985, la marque Dunlop devient Dunlop Slazenger. En 2004, Dunlop Slazenger International SAS est rachetée par Sports Direct International.
En 2007, Dunlop introduit une nouvelle technologie, nommée "Aerogel".
Début 2010, Dunlop est la marque des raquettes de Fernando Verdasco, Nikolay Davydenko et Jürgen Melzer.
Dunlop Sport fut le fournisseur officiel des balles de tennis spéciales terre battue du French Open à Paris (jusqu’à 2011). C’est l’actuel fournisseur de l’ARAG ATP World Team Championship à Düsseldorf et des trois tournois ATP World Tour Masters 1000 sur terre battue, Monte-Carlo Rolex Masters, Internazionali BNL d'Italia à Rome et Mutua Madrileña Madrid Open. Dunlop est le fournisseur officiel du tournoi ATP World Tour 500 Barcelona Open Banco Sabadell et des ATP World Tour 250 Open de Munich à Munich, Estoril Open et Open de Nice Côte d’Azur.
Joueuses et joueurs équipés par Dunlop
- Nicolás Almagro
- Tommy Robredo
- Fernando Verdasco
- Jürgen Melzer
- Nikolay Davydenko
- Tim Smyczek
- Donald Young
- Philipp Marx
- Greg Rusedski
- Cédric Pioline
- Pat Cash
- Wayne Ferreira
- Thomas Johansson
- Mark Philippoussis
- Patrick Rafter
- Dominika Cibulková
- Tamarine Tanasugarn
- Heather Watson
- Amélie Mauresmo
- Steffi Graf
- Rod Laver
- Tony Roche
- John McEnroe
- Helen Jacobs
- Jaroslav Drobný

### Squash
Dunlop compte parmi les plus importantes marques de squash, avec par exemple plus de 90 % de part de marché des balles de squash à travers le monde. En 2017, le no 1 mondial Grégory Gaultier ainsi que le triple champion du monde Nick Matthew jouent avec une raquette Dunlop.

## Autres produits Dunlop

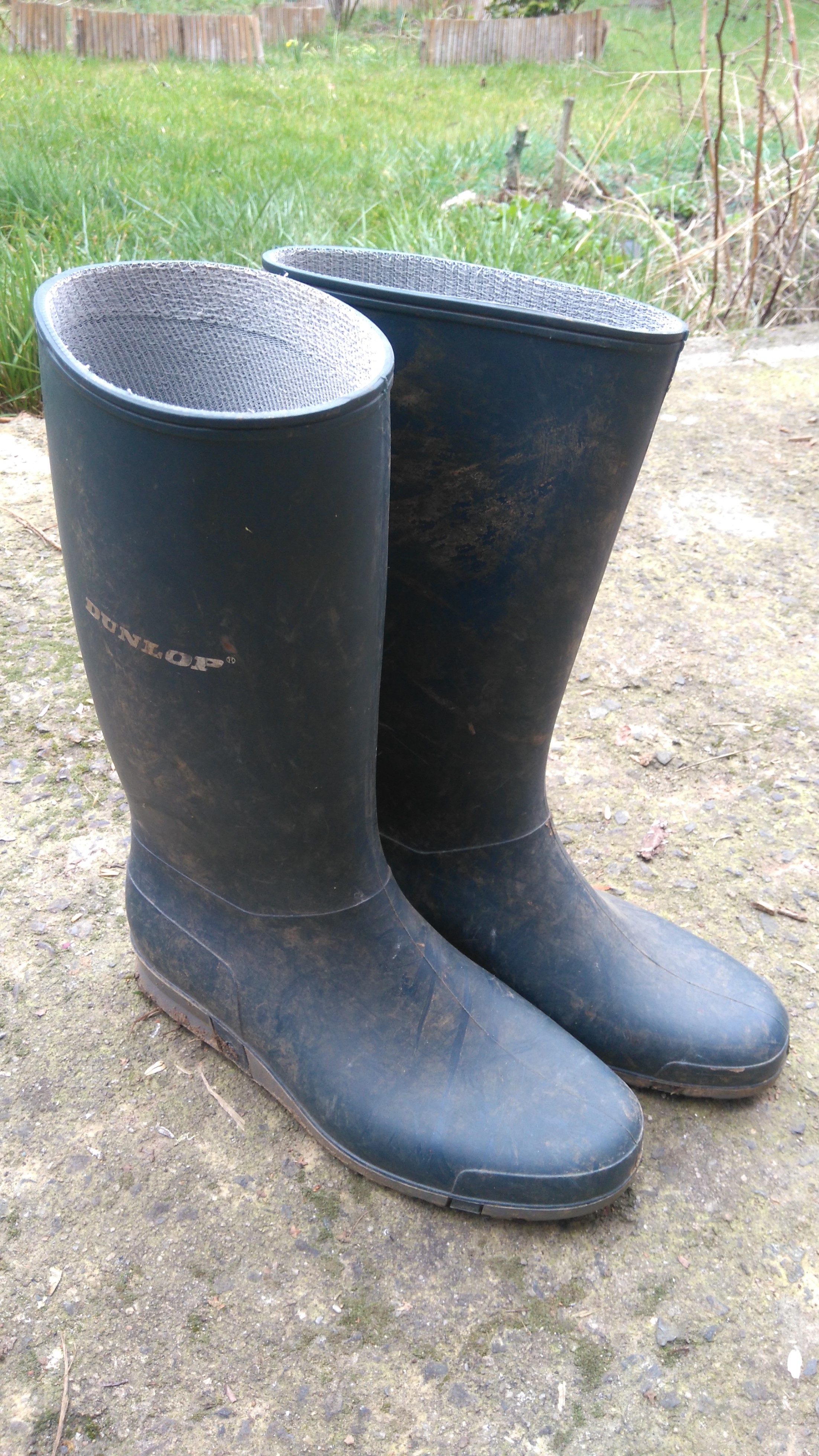
Bottes Dunlop